# Ендрецки, Ганс
Ганс Ендре́цки (нем. Hans Jendretzky; 20 июля 1897, Берлин — 2 июля 1992, Берлин) — немецкий политик, член НСДПГ, КПГ и СЕПГ.

## Биография
Сын печатника Ганс Ендрецки по окончании школы выучился на слесаря. В 1919 году вступил в Независимую социал-демократическую партию Германии, с 1926 года находился на партийной работе. Руководил берлинским отделением Союза красных фронтовиков, в 1928—1932 годах являлся депутатом прусского ландтага. В 1933—1934 годах входил в состав окружного комитета КПГ. В 1934 году был арестован и приговорён к трём года тюремного заключения за «подготовку к государственной измене». Отбывал наказание в Луккауской тюрьме, затем был переведён в концентрационный лагерь Заксенхаузен. Вышел на свободу в 1938 году, после освобождения работал слесарем. В 1943—1944 годах входил в антифашистскую организацию Зефкова, Якоба и Бестлайна, в августе 1944 года вновь подвергся аресту. В октябре 1944 года Народная судебная палата приговорила Ендрецки к трём годам тюремного заключения, которое он отбывал в Бранденбургской тюрьме и в Нюрнберге. Бежал в апреле 1945 года.
После войны Ендрецки принимал активное участие в возрождении коммунистической партии и подписал воззвание к учреждению КПГ 11 июня 1945 года. В берлинском магистрате Ганс Ендрецки руководил отделом труда, отвечавшим за распределение трудовых ресурсов. В 1946 году Ендрецки выступил одним из соучредителей Объединения свободных немецких профсоюзов в советской зоне оккупации и до 1948 года являлся его председателем. В 1948—1953 годах Ендрецки руководил берлинским комитетом СЕПГ, входил в состав правления партии, с 1950 года являлся кандидатом в члены ЦК СЕПГ.
После событий 17 июня 1953 года Ганс Ендрецки, как участник группы Цайссера и Гернштадта, был освобождён от своих обязанностей. В августе 1953 года на посту первого секретаря берлинского окружкома СЕПГ его сменил Альфред Нойман. До сентября 1957 года Ендрецки работал на должности председателя окружного совета Нойбранденбурга. После XX съезда КПСС в 1956 году был реабилитирован, в феврале 1957 года вместе с Александром Абушем и Францем Далемом вошёл в состав ЦК СЕПГ. В феврале 1958 года сменил Франца Пеплински на посту заместителя министра внутренних дел и был назначен статс-секретарём по делам местных советов. С ноября 1961 по май 1963 года Ганс Ендрецки являлся министром и руководителем Центральной комиссии государственного контроля. В 1963—1965 годах Ендрецки входил в состав президиума и занимал должность секретаря правления Объединения свободных немецких профсоюзов.
В 1950—1954 годах Ендрецки являлся депутатом Народной палаты ГДР, был вновь избран в 1958 году. В 1965 году Ганс Ендрецки возглавил фракцию ОСНП в Народной палате. Сложил все полномочия после мирной революции в ГДР в 1989 году. Похоронен в Мемориале социалистов на Центральном кладбище Фридрихсфельде в берлинском Лихтенберге.

## Публикации
- Mehr produzieren! Richtig verteilen! Besser leben!, Berlin 1947
- Prag, der erste, aber entscheidende Schritt, Berlin 1947
- Die neuen deutschen Gewerkschaften und der 9. November 1918, Berlin 1948
- Die Aufgaben der Gewerkschaften in der Bergbauwirtschaft, Berlin 1948
- Neue deutsche Gewerkschaftspolitik. Dargestellt in Reden und Beiträgen, Berlin 1948
- Die Reparationsfrage, Berlin 1948
- Sie hetzen — wir bauen auf. Für die Einheit Berlins, gegen die Spalterwahlen, Berlin 1948
- Aufbauplan Berlin — ein Friedensplan für ganz Deutschland, Berlin 1951
- Zu einigen Aufgaben der örtlichen Organe der Staatsmacht im Siebenjahrplan, Berlin 1960
- Der gewerkschaftliche Kampf um Frieden, Einheit und Sozialismus 1945—1948. Aus Reden und Aufsätzen, Berlin 1961
- Die neuen Aufgaben der staatlichen und gesellschaftlichen Kontrolle, Berlin 1962
- Die Einheit ist der Fels, auf dem die Zukunft der Arbeiterklasse ruht. Erinnerungen an wichtige Etappen meines Wirkens in der Arbeiterbewegung, Berlin 1987